# Uroš Šerbec
Uroš Šerbec (* 15. Februar 1968 in Celje, SFR Jugoslawien) ist ein slowenischer Handballtrainer und ehemaliger Handballspieler.

## Spielerkarriere

### Verein
Uroš Šerbec spielte zunächst für den RK Krško. 1989 wechselte der Linkshänder für zwei Jahre zum RK Velenje. Anschließend stand er beim RK Celje unter Vertrag, mit dem er von 1992 bis 2002 zehnmal in Folge slowenischer Meister und Pokalsieger wurde. In der EHF Champions League wurde er in der Debütsaison 1993/94 mit 76 Toren erster Torschützenkönig des neuen Wettbewerbs. Zudem erreichte er mit Celje von 1997 bis 2001 fünfmal in Folge das Halbfinale. Nach der verpassten Meisterschaft 2002 lief er noch für den RD Slovan Ljubljana, den RK Dol TKI Hrastnik und seinen Heimatverein in Krško auf, bevor er 2008 seine Spielerkarriere beendete.

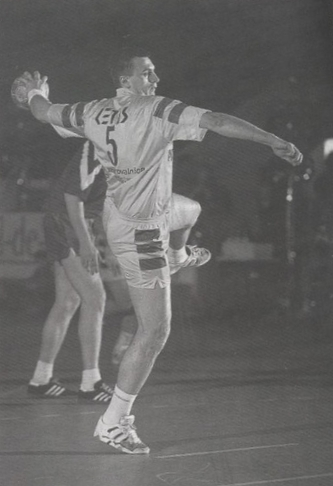
Uroš Šerbec (1994)

### Nationalmannschaft
In der slowenischen Nationalmannschaft bestritt Šerbec 120 Länderspiele, in denen er 476 Tore erzielte. Er stand im Aufgebot für die Europameisterschaften 1994, 1996 und 2000 und warf bei diesen Turnieren insgesamt 52 Tore in 15 Einsätzen. Bei seiner einzigen Teilnahme an einer Weltmeisterschaft belegte er mit der slowenischen Auswahl bei der WM 1995 Platz 18 bei 24 Mannschaften. Bei den Olympischen Spielen 2000 in Sydney erzielte er 27 Tore in acht Spielen und belegte mit Slowenien Rang 8 bei 12 Mannschaften.

## Trainerkarriere
Nach dem Ende seiner Spielerlaufbahn übernahm Šerbec den Trainerposten beim RK Krško und später beim RK Branik Maribor den Co-Trainerposten. Von 2015 bis 2019 war er Assistenztrainer von Veselin Vujović bei der slowenischen Männernationalmannschaft. Anschließend trainierte er erneut Krško. In der Saison 2020/21 betreute er den österreichischen Verein SC Ferlach in der Handball Liga Austria. Seit Januar 2022 ist der Slowene Trainer bei der HSG Bärnbach/Köflach.